# Facundo Larrosa
Facundo Larrosa (1819-1888) fue un pintor español.

## Biografía
Habría nacido en 1819. Académico supernumerario de la Real Academia de Bellas Artes de San Carlos de Valencia, presentó diferentes obras en la exposición celebrada en 1846 por la Real Sociedad Económica Valenciana de Amigos del País, y en 1867 grabó en aquella la medalla conmemorativa del bicentenario de la construcción de la basílica de la Virgen de los Desamparados y otra para los premios que se entregarían a los concurrentes a la exposición regional. La primera de esas medallas era de plata sobredorada y de dos onzas de peso, con las armas de Valencia a un lado y el lema «Saeculo il a templo condito: Saeculo V, á simulacri culto. Anno MDCCCLXVII», y por el opuesto la imagen de Nuestra Señora de los Desamparados y el lema «Excelsae matri Desertorvm saecolarae Valentia edetanorvm».Se conoce al menos un ejemplar de esta medalla en oro de 900 milésimas, cuyo peso es de 85,30 gramos y su diámetro de 47 mm. La segunda, acuñada en plata y cobre, era de mayor tamaño que un peso duro. En el anverso hay una matrona sentada, coronada de olivo, que extiende la mano derecha, en la que lleva una corona y apoya la izquierda sobre el blasón de la sociedad. Esta figura está, según asegura Ossorio y Bernard en su Galería biográfica de artistas españoles del siglo XIX, ««bien cincelada, sobre todo los paños, que son de muy bello dibujo». En la inscripción que hay alrededor se lee «Sociedad económica de Amigos del país. Valencia». En el reverso, por su parte, hay una corona formada por una rama de laurel y otra de olivo, en cuyo centro se leen los nombres de «Valencia, Múrcia, Alicante y Castellón», que son las provincias que acudieron al concurso, y a la parte de afuera, alrededor de la medalla, las palabras «Exposición regional agrícola, industrial y artística: 1867».
Larrosa, al que también se le hace autor de un retrato en lámina de Manuel Montesinos y de otras obras de carácter religioso en hueco, habría fallecido en 1888.